# Galería Paul Stolper
La Galería Paul Stolper (Paul Stolper Gallery) es una galería de arte contemporáneo ubicada en Bloomsbury, Londres, Reino Unido. Además de galería, es una editorial de arte contemporáneo. Establecida en 1998, la galería trabaja directamente con artistas para publicar libros sobre esculturas y grabados en edición limitada, a la par que exhibe un ambicioso programa de artistas durante todo el año.

## Historia
Entre las exposiciones históricas se incluyen la instalación de 2014 "Schizophrenogenesis" de Damien Hirst; Frascos de medicina, cajas, ampollas, jeringas, bisturí y píldoras ampliados que juegan con conceptos de escala, combinándose para formar un patio de recreo de productos farmacéuticos de 'Alicia en el país de las maravillas', la instalación de 2010 de 'The Souls' que consta de 140 impresiones de mariposas en bloques de papel de aluminio, y 'Nueva religión' 2005; una instalación de grabados, esculturas y pintura. Otros incluyen 'Half Nelson' 2018 de Marcus Harvey, 'Urban Legends' 2018 de Mat Collishaw, 'Light Music' 2016 de Brian Eno, 'Transit Disaster' 2012 de Gavin Turk, 'In Course of Arrangement' de Peter Saville y Anna Blessmann, Angus Fairhurst 'Unprinted '2014,' Yoko 'de Don Brown en 2012 y' Copper + Silk 'de Keith Coventry en 2009

## Artistas representados
Entre los artistas representados figuran Frank Auerbach,David Bailey, Charming Baker, Susannah Baker-Smith, Peter Blake, Don Brown, Ramendranath Chakravorty, Mat Collishaw, Keith Coventry, Kevin Cummins, Jeremy Deller, Brian Eno, Magne F, Jamie Reid & Shepard Fairey, Shepard Fairey, Angus Fairhurst, Pablo Genovés, Samarendranath Gupta, Susie Hamilton, Sarah Hardacre, Marcus Harvey, Georgia Hayes, Damien Hirst, Rachel Howard, Ben Johnson, Allen Jones, Reece Jones, Tanya Ling, Sarah Lucas, Alastair Mackie, Shaun Doyle & Mally Mallinson, Don Martin, Ashoke Mullick, Grace O’Connor, John Pasche, Claire Pestaille, Vinca Petersen, S H Raza, Jamie Reid, Ray Richardson, Anna Blessmann and Peter Saville, Peter Saville, Mit Senoj, Julian Simmons, Gavin Turk, John Dove And Molly White.